# 1862 год в истории железнодорожного транспорта
1862 год в истории железнодорожного транспорта

## События

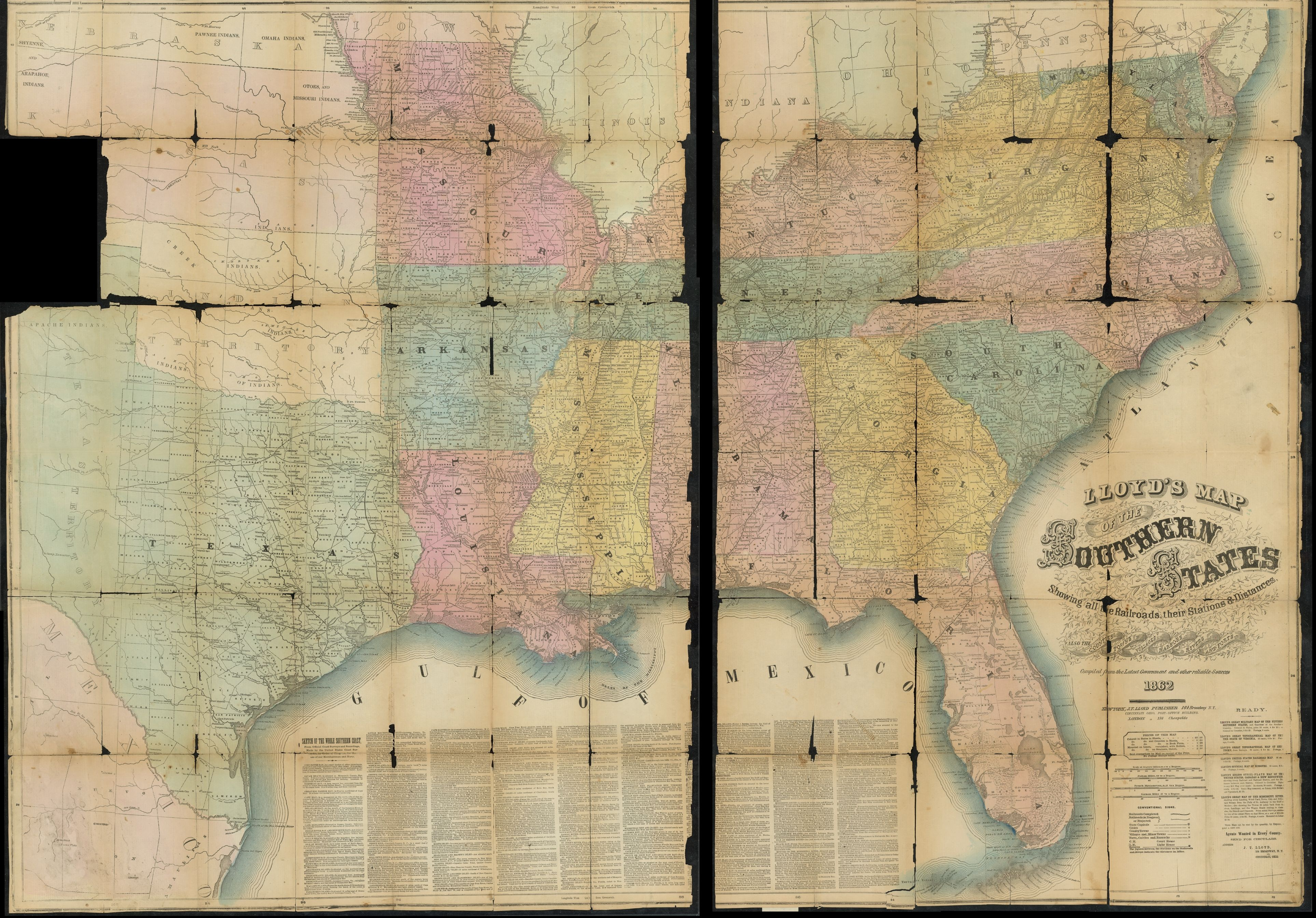
Lloyd's Map of the Southern States Showing All the Railroads, their Stations and Distances, 1862

- В США принят Тихоокеанский железнодорожный акт.
- 15 марта открыто движение по участку Динабург — Вильно — Ландварово (178 вёрст) Петербурго-Варшавской железной дороги.
- 12 апреля — Великая паровозная гонка.
- 1 (13) августа — из Москвы до Нижнего Новгорода был отправлен первый поезд с пассажирами и грузами для открывшейся Нижегородской ярмарки.
- 18 августа — торжественно открыта «Московско-Троицкая железная дорога» — железнодорожная магистраль от Москвы до Сергиева Посада.
- В Финляндии проложена первая железнодорожная линия Хельсинки — Хямеэнлинна, которая впоследствии станет основой железных дорог Финляндии[1].
- В Алжире построена первая железная дорога[1].
- На территории Бангладеш построена первая железнодорожная линия Дарсана — Джагати[1].
- В России закончена прокладка Московско-Нижегородской железной дороги.[1]
- В России построены первые железнодорожные тоннели на Петербурго-Варшавской железной дороге.[1]
- 15 (27) декабря с вводом в эксплуатацию участка Ландварово — Варшава состоялось официальное открытие сквозного движения по всей Петербурго-Варшавской железной дороги. Длина дороги составила 1046 верст, ответвление до границы с Пруссией — 179 верст.

## Новый подвижной состав
- В России были построены первые изотермические вагоны — вагоны-ледники[2].

## Персоны

### Родились
- 30 сентября Александр Фёдорович Трепов — российский государственный политический деятель, министр путей сообщения.